# کسری (تونس)
کسری (به عربی: کسری) یک منطقهٔ مسکونی در تونس است که در استان سلیانه واقع شده‌است. کسری ۲٬۸۵۴ نفر جمعیت دارد و ۹۶۶ متر بالاتر از سطح دریا واقع شده‌است.